# Balatonalmádi
Balatonalmádi é uma cidade da Hungria, situada no condado de Veszprém. Tem 49,88 km² de área e sua população em 2019 foi estimada em 8.640 habitantes.